# Parroquia Francisco Aniceto Lugo
La Parroquia Francisco Aniceto Lugo o simplemente Aniceto Lugo  es el nombre que recibe una de las 6 parroquias civiles en las que se divide administrativamente el Municipio Antonio Díaz en el extremo este del Estado Delta Amacuro, en la Costa Atlántica de Venezuela  y justo a un lado del llamado Territorio Esequibo o Guayana Esequiba. Debe su nombre al escritor ingeniero y docente venezolano nativo de esa región, Francisco Aniceto Lugo (1894-1982).

## Historia
El territorio fue colonizado por los españoles y formó parte de la Provincia de Nueva Andalucía y Paria entre 1568 y 1777 y de la Capitanía General de Venezuela desde 1777. En la Venezuela independiente formó parte del Cantón Piacoa de la Provincia de Guayana entre 1830 y 1856. En 1899 el Laudo Arbitral de París fijó los límites en Punta Playa en el norte de la actual Parroquia Francisco Aniceto Lugo. El gobierno Venezolano declararía nulo el laudo y reclama todo al este del Esequibo en la denominada Guayana Esequiba.
Entre 1884 y 1991 formó parte del Territorio Federal Delta Amacuro, entre 1901 y 1905 una de sus localidades San José de Amacuro fue capital del territorio, asumiendo posteriormente Tucupita esta condición. Desde 1992 es uno de las parroquias del Estado Delta Amacuro.

## Geografía
La parroquia una de las grandes del país posee una superficie aproximada de 6614 kilómetros cuadrados. (unas 661.400 hectáreas) limita al norte con el Océano Atlántico  al oeste con la Parroquia Curiapo, al este con la Guayana Esequiba y al sur con el Estado Bolívar.
La mayor parte de su población son indígenas que pertenecen a la etnia warao. Parte de su jurisdicción se encuentra dentro de la llamada Reserva Forestal de Imataca. Sus ríos más importantes son el Amacuro, el Barima y Arature. Su capital es la localidad de Boca de Cuyubini.
Contiene alguno de los puntos estratégicos (desde el punto de vista geográfico) más importantes del este de Venezuela en el Océano Atlántico como lo son la Isla Corocoro (dividida con la Guayana Esequiba) Punta Playa en los límites con esta última, y Punta Sabaneta.

### Lugares de interés
- Isla Corocoro de 689 km²
- San José de Amacuro
- Punta Playa
- Reserva Forestal Imataca
- Punta Sabaneta